# Гуленко Корній Кіндратович
Гуленко Корнілій (?-01.1918) — поет, член Центрального Комітету Селянської Спілки, член Української Центральної Ради.

## Біографія
Гуленко Корнілій селянин села Жуковці, Трипільської волості, Київського повіту, Київської губернії.
Корнілій був свідомим українцем ще в добу Столипінської реакції у 1906—1910 роках, в губернії його знали як автора народних пісень і віршів. З 1908 року друкував свої твори в збірнику «Рідний Край» і в інших часописах. Також він проводив агітацію серед селян проти гніту царату і будив національну свідомість серед селян.
З початком Української революції брав участь в організації Трипільського волосного комітету, звідти був посланий делегатом на Всеукраїнський Селянський З'їзд де був обраний членом Всеукраїнської Селянської Спілки, від якої входив в члени Української Центральної Ради. На засіданнях УЦР Корнілій промовляв віршами. 26 січня у зв'язку з захопленням Києва більшовиками Корнілій покинув місто і пішов в рідне село промовивши що: «буду оброзумляти людей, щоб часом не подуріли і не наробили собі шкоди». Климу Поліщуку про рідне село він сказав: «Моє село не допустю до загибелі, поки сам буду жити».
Був убитий більшовиками Мундиром і Вовком в селі Жуківці в лютому 1918 року.